# Luxemburgo no Festival Eurovisão da Canção 2024
O Luxemburgo participará pela trigésima-sétima vez no Festival Eurovisão da Canção em 2024, a primeira desde 1993. A emissora luxemburguesa RTL Télé Lëtzebuerg irá organizar uma final nacional para selecionar os seus representantes.

## Antecedentes
O Luxemburgo participou em todas as edições do Festival Eurovisão da Canção até 1994, estando ausente apenas 1 vez, em 1959. Em 1994, o país deixou de participar do concurso, devido à falta de condições financeiras alegadas pela RTL Télé Lëtzebuerg, que gere o evento no país. Ganhou cinco edições (1961, 1965, 1972, 1973 e 1983). É um dos sete países que criaram o festival, junto com Alemanha, Bélgica, Países Baixos, Suíça, França e Itália.
Por várias vezes, houve rumores do regresso do país, como em 2004, 2005 e 2010, mas nunca se realizou.
A 15 de dezembro de 2022, foi revelado que o primeiro-ministro luxemburguês Xavier Bettel havia iniciado discussões sobre o regresso do país ao Festival Eurovisão da Canção em 2024, com uma equipa posteriormente criada pelo governo luxemburguês dedicada a garantir o regresso do país ao concurso. A 12 de maio de 2023, a emissora luxemburguesa RTL e a União Europeia de Radiodifusão revelaram oficialmente que Luxemburgo regressaria ao certame em 2024, marcando a primeira participação luxemburguesa em mais de 30 anos. O diretor executivo da RTL, Christophe Goossens, afirmou que a emissora estava "encantada" por regressar ao Festival Eurovisão da Canção e por selecionar a delegação luxemburguesa de 2024. A 3 de julho de 2023, a RTL anunciou que os representantes serão selecionados através de uma final televisionada.

## Formato

### Audições
A seleção é dividida em uma fase de audições em duas etapas e uma final televisiva, todas realizadas no Rockhal, em Esch-sur-Alzette. No final da primeira fase de audição, realizada entre julho e novembro de 2023, uma lista de cerca de 70 músicas de cerca de 50 artistas foi selecionada por um painel de especialistas composto por Sandra Bintz, Eric Lehmann, Jenny Fischbach, Jules Serrig, Sam Steen e David Gloesener (presidente do painel).
As inscrições selecionadas passaram para uma segunda rodada de audições realizada entre 22 e 24 de novembro de 2023, onde foram avaliadas por um júri especializado internacional – composto por Alex Panayi do Chipre (presidente), Cesár Sampson da Áustria, Christer Björkman da Suécia, Jan Bors da Chéquia e Tali Eshkoli de Israel – que selecionaram os finalistas.

### Final nacional

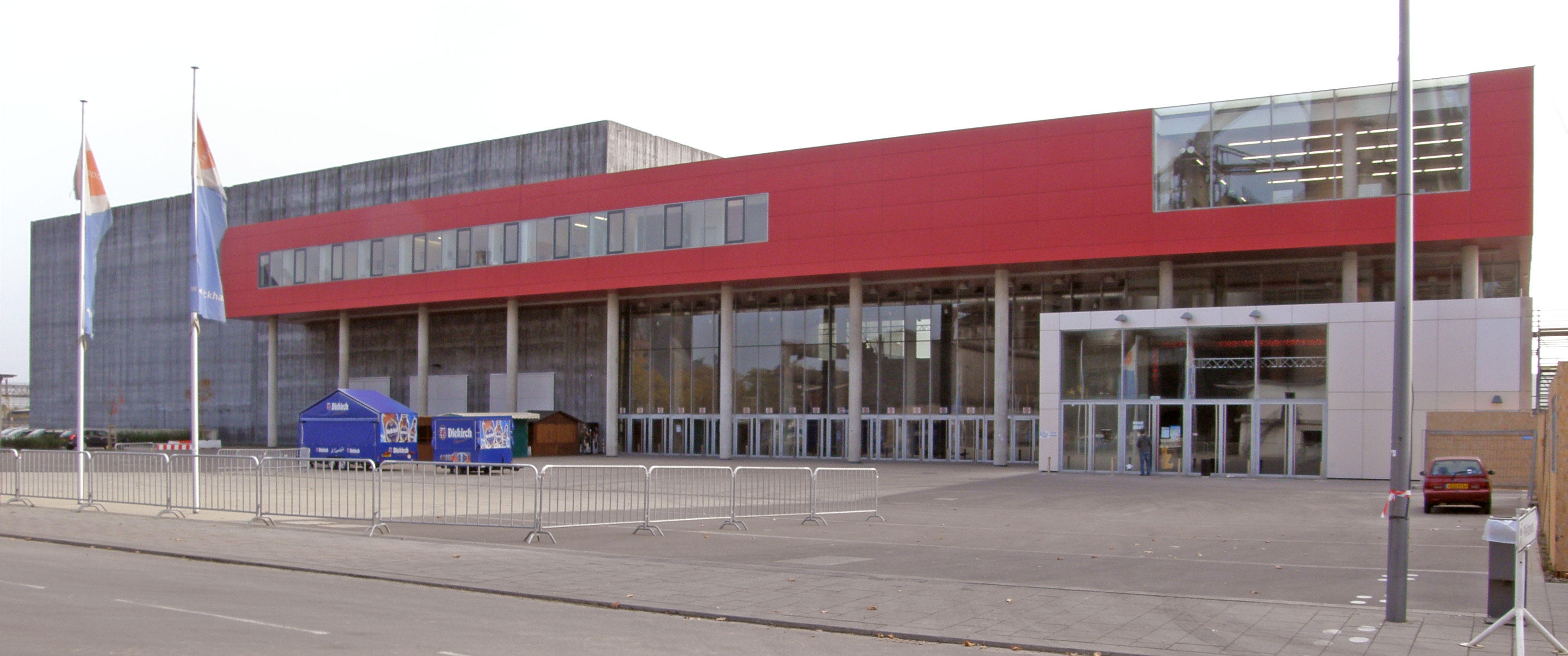
Rockhal, local que irá receber a final nacional luxemburguesa.

A final nacional luxemburguesa terá lugar a 27 de janeiro de 2024 no Rockhal, em Esch-sur-Alzette e será transmitida pela RTL Télé Lëtzebuerg. O sistema de votação incluirá votos do público.

### Participantes
A 3 de julho de 2023, a RTL abriu um período de inscrição para cantores e compositores interessados. Os artistas devem ter nacionalidade luxemburguesa, residir no país por pelo menos três anos consecutivos ou estar envolvidos com a cena musical luxemburguesa, enquanto os compositores podem ser de qualquer nacionalidade.
Para participar, é necessário atender a um dos seguintes critérios:
- Seja cidadão luxemburguês.
- Tiveram a sua residência principal no Luxemburgo nos últimos 3 anos.
- Tenha uma estreita conexão cultural com a cena musical luxemburguesa.

As inscrições devem ser enviadas em uma das três categorias:
- cantores sem música para enviar.
- cantores com música para enviar.
- compositores.

Os candidatos das duas últimas categorias poderiam enviar até três músicas até 1 de outubro de 2023; os primeiros tinham até 16 de julho de 2023 para enviar um vídeo de apresentação. Os artistas e canções que concorrem à final nacional serão selecionados por um painel de especialistas. Podiam ser enviadas no máximo 3 músicas por candidato. Não há especificação quanto ao idioma das contribuições enviadas.
Além disso, o programa será comentado nas três línguas nacionais.
A 11 de dezembro de 2023, foram revelados os concorrentes, com as músicas reveladas a 9 de janeiro:

#### Final
A final do Luxembourg Song Contest realizou-se a 27 de janeiro de 2024. Vicky Leandros e Anne-Marie David (vencedoras do Festival Eurovisão da Canção em 1972 e 1973, respetivamente, pelo Luxemburgo) abriram o espetáculo com trechos das suas canções vencedoras "Après toi" e "Tu te reconnaîtras", respetivamente, seguidas por todos os artistas participantes cantando uma versão de "Poupée de cire, poupée de son" (vencedora em 1965 pelo Luxemburgo). Katrina Leskanich (vencedora pelo Reino Unido em 1997 como parte dos Katrina and the Waves), Charlotte Perrelli (vencedora pela Suécia em 1999), Ruslana (vencedora pela Ucrânia em 2004) e Alexander Rybak (vencedor pela Noruega em 2009) cantaram as suas músicas vencedoras no intervalo, juntamente com Leandros que cantou "L'amour est bleu", de 1967, com Alexander Rybak.
| #  | Artista            | Canção                 | Língua           | Compositor(es)/Autor(es)                                          |
| -- | ------------------ | ---------------------- | ---------------- | ----------------------------------------------------------------- |
| 1º | Joel Marques Cunha | "Believer"             | Inglês           | Brice Lebel, Clément Mouillard, Marvin Dupré                      |
| 2º | Edsun              | "Finally Alive"        | Inglês           | Edson Pires Domingos, Jana Bahrich, Sergio Manique Jr.            |
| 3º | Naomi Ayé          | "Paumée sur terre"     | Francês          | Eddy Pradelles, Manon Romiti, Silvio Lisbonne                     |
| 4º | Angy & Rafa Ela    | "Drop"                 | Inglês           | Angy Sciacqua, Martin Kleveland, Siv Marit Egsith                 |
| 5º | One Last Time      | "Devil in the Detail"  | Inglês           | Albin Fredy Ljungqvist, Bruce R. F. Smith, Jonas Holteberg Jensen |
| 6º | Krick              | "Drowning in the Rain" | Inglês           | Andreas Stone Johansson, Elsa Søllesvik, Tom Oehler               |
| 7º | Chaild             | "Hold On"              | Inglês           | Jimmy Jansson, Peter Boström, Thomas G:son                        |
| 8º | Tali               | "Fighter"              | Francês & Inglês | Ana Zimmer, Dario Faini, Manon Romiti, Silvio Lisbonne            |

#### Superfinal
| #  | Artista            | Canção                 | Júri internacional | Televoto | Pontos | Classifcação |
| -- | ------------------ | ---------------------- | ------------------ | -------- | ------ | ------------ |
| 1º | Tali               | "Fighter"              | 94                 | 84       | 178    | 1º           |
| 2º | Krick              | "Drowning in the Rain" | 80                 | 85       | 165    | 2º           |
| 3º | Joel Marques Cunha | "Believer"             | 66                 | 70       | 136    | 3º           |